# フェルナンド・デ・アラゴン (カラブリア公)
フェルナンド・デ・アラゴン（Fernando de Aragón, 1488年12月15日 - 1550年10月26日）は、ナポリ王フェデリーコ1世とその2番目の妻イザベッラ・デル・バルツォの息子。イタリア名はフェルディナンド（Ferdinando）。

## 生涯
王位継承者としてカラブリア公およびアプーリア公の称号を授けられていたが、1501年に父王が廃位された後、スペインへ送られて同地で生涯を送った。
アラゴン王フェルナンド2世（父王に代わってナポリ王位についた）の後妻であったジェルメーヌ・ド・フォワと1526年に結婚し、カルロス1世（フェルナンド2世の孫）の下で共にバレンシア副王を務めた。